# 撒儿班
撒儿班（蒙古语：Сарбан，拉丁转写：Sarban），《新元史》作撒巴，蒙古帝国皇族，成吉思汗次子察合台的儿子，波斯语史料《史集》记作ساربان（Sārbān）。

## 生平
《史集》多数写本记载撒儿班为察合台第四子，弟弟有也速蒙哥（第五子）和拜答儿（第六子），但另一些章节称也速蒙哥为第三子。这是因为在蒙古社会严格区分嫡庶，通常仅计数嫡子，若按察合台嫡子排序，也速蒙哥便列为第三子，由此推测撒儿班的母亲可能是身份较低的侧室。《史集》《元史》等史料中关于撒儿班的记载甚少，其母的身份也未被记录。撒儿班的儿子有忽失乞和聂古伯。忽失乞曾随大汗蒙哥亲征南宋；聂古伯在八剌死后短暂成为察合台汗国君主，但因与海都对立，最终战死。

## 世系
- 察合台（Čaγatai，چغتاى Chaghatāī）
  - 撒儿班（Sarban，ساربان Sārbān）
    - 忽失乞（Qušiqi，قوشیقی Qūshīqī）
    - 聂古伯（Negübei，نیکبای Nīkbāī）